# 岡村秀樹
岡村 秀樹（おかむら ひでき、1955年2月1日 - ）は、日本の実業家。埼玉県さいたま市出身。
トムス・エンタテインメント代表取締役社長、セガ代表取締役社長兼COOを経て、2015年4月にセガホールディングス代表取締役社長に就任した。同年5月コンピュータエンターテインメント協会会長に就任。2018年日本eスポーツ連合会長に就任。

## 経歴
- 1978年 - 法政大学法学部卒業。卒業後、商社や外資系化粧品会社勤務を経て、1987年にセガに入社し、セガ教育事業部に配属される[2]。
- 1997年6月 - セガ取締役コンシューマ事業本部副本部長兼セガサターン事業部長に就任。
- 2000年6月 - セガ取締役ドリームキャスト事業部門担当に就任。
- 2002年6月 - デジキューブ代表取締役副社長に就任。
- 2003年
  - 6月 - セガ専務取締役執行役員コンシューマ事業本部長に就任。
  - 10月 - SEGA OF AMERICA,INC.に移籍取締役となる。
- 2004年
  - 2月 - SEGA EUROPE LTD.取締役に就任。
  - 5月 - SEGA SOFTWARE CO.,LTD.董事長に就任。
  - 6月 - セガ常務取締役コンシューマ事業本部長、セガトイズ取締役、トムス・エンタテインメント取締役。
  - 10月 - セガサミーホールディングス取締役に就任。
- 2005年4月 - セガ常務取締役CS統括本部長に就任。
- 2007年6月 - ライセンス部、キャラクター部、映像ビジネス部管掌も兼務。
- 2008年5月10日 - トムス・エンタテインメント代表取締役社長。
- 2014年4月1日 - セガ代表取締役社長。
- 2015年
  - 4月1日 - セガホールディングス代表取締役社長に就任し、セガゲームス代表取締役会長、セガ・インタラクティブ取締役会長、トムス・エンタテインメント代表取締役会長、セガ エンタテインメント取締役社長なども兼務。
  - 5月27日 - コンピュータエンターテインメント協会会長就任[3]。
- 2018年2月1日 - 日本eスポーツ連合（JeSU）会長（代表理事）に就任[4][5]。同年の新語・流行語大賞で「eスポーツ」がトップテンに選ばれ、2018年アジア競技大会・eスポーツ金メダルの相原翼と共に受賞者として出席[6]。
- 2019年 - デジタルメディア協会 第24回 AMD Award '18 功労賞受賞[7]。
- 2020年4月1日 - セガグループ取締役会長、トムス・エンタテインメント取締役会長、セガトイズ取締役会長、マーザ・アニメーションプラネット取締役会長[8]。
- 2020年4月-アジア・オリンピック評議会（OCA）常任委員
- 2020年4月-Global Esports Federation（GEF）理事
- 2021年 - セガ特別顧問[9]、内閣官房情報通信技術（IT）総合戦略室「デジタルの日」検討委員会構成員[10]。
- 2023年6月-一般社団法人日本eスポーツ連合特別顧問
- 2023年6月 - マーベラス取締役[11]
- 2023年7月-株式会社SNK顧問

## 主な作品

### ゲーム
- 『サクラ大戦』
- 『龍が如く』

### テレビ
- 『スーラジ ザ・ライジングスター』（エグゼクティブプロデューサー）

### 映画
- 『それいけ!アンパンマン すくえ! ココリンと奇跡の星』（製作）
- 『それいけ!アンパンマン よみがえれ バナナ島』（製作）
- 『それいけ!アンパンマン とばせ! 希望のハンカチ』（製作）
- 『とある飛空士への追憶』（製作総指揮）
- 『伏 鉄砲娘の捕物帳』（製作）
- 『ルパン三世VS名探偵コナン THE MOVIE』（製作）